# Holochelus fusculus
Holochelus fusculus är en skalbaggsart som beskrevs av Nonveiller 1965. Holochelus fusculus ingår i släktet Holochelus och familjen Melolonthidae. Inga underarter finns listade i Catalogue of Life.